# Sport in 1965
Dit artikel is een samenvatting van de belangrijkste sportfeiten uit het jaar 1965.

## Dammen
- in het Nederlands kampioenschap dat van 3 t/m 24 april in Utrecht en Apeldoorn werd gespeeld eindigden Piet Roozenburg en Geert van Dijk op de gedeelde 1e plaats. Roozenburg won de herkamp met 4-2 en werd daarmee Nederlands kampioen.

- Het Europees kampioenschap werd van 20 juni t/m 1 juli in Bolzano gespeeld en gewonnen door Iser Koeperman met Vjatsjeslav Sjtsjogoljev en Geert van Dijk op de 2e en 3e plaats. Het was de eerste keer dat een Europees kampioenschap werd georganiseerd.

- Het wereldkampioenschap werd van 1 t/m 31 oktober in Tbilisi gespeeld door titelverdediger Vjatsjeslav Sjtsjogoljev en zijn uitdager Iser Koeperman die de match met 26-14 won en daarmee de wereldtitel heroverde.

1965 · 1966 · 1967 · 1968 · 1969 · 1970 · 1971 · 1972 ·1973 · 1974 · 1975 · 1976 · 1977 · 1978 · 1979 · 1980 · 1981 · 1982 · 1983 · 1984 · 1985 · 1986 · 1987 · 1988 · 1989 · 1990 · 1991 · 1992 · 1993 · 1994 · 1995 · 1996 · 1997 · 1998 · 1999 · 2000 · 2001 · 2002 · 2003 · 2004 · 2005 · 2006 · 2007 · 2008 · 2009 · 2010 · 2011 · 2012 · 2013 · 2014 · 2015 · 2016 · 2017 · 2018 · 2019 · 2020 · 2021 · 2022 · 2023 · 2024 · 2025